# Хрущёвка (Липецкий район)
Хрущёвка — село Сырского сельсовета Липецкого района Липецкой области.

## География
Расположена на берегу реки Воронеж, между сёлами Ленино и Подгорное в 6 км от границы города Липецка.

## История
Основана крепостными крестьянами бояр Романовых, прибывших на это место из-под города Скопина вскоре после 1601 года. Упоминается в документах 1627—1628 годов как Слобода Хрущовка, входившая в состав Романова Городища, а затем города Романов, Тамбовской губернии. В 1920 г. уже ставшее селом Романово, переименовано в село Ленино,а Слободы Хрущовка и Троицкая стали отдельными селами.
По одной из легенд, в селе Хрущёвка пребывал сам Пётр I, когда решил из Липецка прогуляться пешком до вотчины Романовых в село Романово. Путь его пролегал вдоль реки Воронеж, чтобы осмотреть леса, из которых предстояло строить флот. В Хрущёвке на него напали, а затем и ограбили местные крестьяне, не поверив, что перед ними государь.
Предположительно, название села происходит от жука Хруща.

## Население
| 2010 | 2012  | 2021  |
| ---- | ----- | ----- |
| 2318 | ↗2499 | ↗2584 |

## Образование
С 1 сентября 1976 года в селе работает школа "МБОУ СОШ с. Хрущевка имени Героя Российской Федерации Олега Анатольевича Пешкова", названная в честь сбитого в Сирии 24 ноября 2015 года военного лётчика Олега Пешкова, дети которого здесь учились. Ранее школа имела другие названия, в том числе "МБОУ СОШ с. Хрущевка" и "Подгоренская средняя школа".

## Культура
Село было одним из мест, в котором изготавливалась Романовская игрушка.
С 1972 г. в Хрущёвке работает "Сырский поселенческий центр культуры и досуга". Гордостью Центра культуры являются коллективы, неоднократно подтверждающие звание «Народный» и «Образцовый»: Народный хор русской песни, народный ансамбль русской песни «Звонница», образцовый цирковой коллектив «Флик-фляк».

## Экономика
На территории села находится филиал ПАО "ЛИМАК" "Подгоренский мукомольный завод". Продуктовый супермаркет сети "Пятёрочка", парикмахерские, автосервисы и прочие магазины.

## Русская православная церковь
В 1789—1861 годах в Хрущёвке строилась церковь Михаила Архангела, которая сегодня имеет статус  регионального значения. В настоящее время утрачена.
В 2000-х гг. в селе выстроена новая каменная церковь.